# Svenska mästerskapen i fälttävlan 1958
Svenska mästerskapen i fälttävlan 1958 avgjordes i Strömsholm . Tävlingen var den 8:e upplagan av Svenska mästerskapen i fälttävlan.

## Resultat
| Placering | Ryttare         | Häst         |
| --------- | --------------- | ------------ |
| 1         | Ewert Olausson  | Iron         |
| 2         | Olle Barkander  | Partik       |
| 3         | Anders Lindgren | Mayflower xx |